# Erling Haaland
Erling Braut Haaland (n. 21 iulie 2000, Leeds, Anglia, Regatul Unit) este un fotbalist norvegian care joacă pe postul de atacant la echipa din Premier League, Manchester City. De asemenea, Håland este internațional cu echipa națională de fotbal a Norvegiei.

## Cariera de club
Håland și-a început cariera la clubul său natal Bryne FK în 2016 și s-a mutat la Molde FK anul următor, unde a petrecut doi ani. În ianuarie 2019, gruparea austriacă Red Bull Salzburg l-a semnat într-un contract pe cinci ani. În Liga Campionilor UEFA 2019-2020, a devenit primul adolescent care a înscris în cinci meciuri consecutive ale Ligii Campionilor UEFA. Pe 29 decembrie 2019, Håland a fost transferat la Borussia Dortmund pentru o cantitate raportată în regiune de 20 de milioane de euro.
Transferul carierei sale a fost realizat în mai 2022, atunci când a fost transferat la Manchester City pentru suma de 80 de milioane de euro, unde a devenit golgheter în Premier League și a câștigat primul lui trofeu cu o echipă în Liga Campionilor. 

## Carieră internațională
Håland a reprezentat Norvegia la diferite grupe de vârstă. Cu Norvegia U19, la 27 martie 2018, a marcat un hat-trick împotriva Scoției într-o victorie 5–4 pentru a ajuta Norvegia să își asigure calificarea la Campionatul European UEFA Under 19 din 2018.
Pe 22 iulie 2018, Håland a marcat pentru Norvegia U19 într-o remiză 1-1 împotriva Italiei în Campionatul European sub-19 2018.
La 30 mai 2019, Håland a marcat nouă goluri în victoria 12-0 a Norvegiei U20 împotriva Echipei naționale de fotbal a Hondurasului U20 la Cupa Mondială FIFA U-20 din Lublin, Polonia. Aceasta a fost cea mai mare victorie a Norvegiei U20 și cea mai grea înfrângere a Hondurasului U20. Acest lucru a stabilit, de asemenea, un nou record al Cupei Mondiale U-20 pentru cele mai multe goluri marcate de un singur jucător într-un meci și, de asemenea, cele mai multe goluri marcate de către orice echipă într-un singur meci din istoria turneului. În ciuda faptului că norvegienii au fost eliminați în faza grupelor, iar Håland nu a marcat în alte meciuri din turneu, el a câștigat trofeul Golden Boot.
După performanța impresionantă de la Cupa Mondială FIFA U-20 din 2019, o evoluție bună cu Red Bull Salzburg și marcarea a șase goluri în primele patru partide din Bundesliga austriacă 2019-2020, pe 28 august 2019, Håland a fost chemat de antrenorul Lars Lagerbäck în prima echipă a Norvegiei pentru a înfrunta Malta și Suedia în meciurile de calificare la Euro 2020 și și-a făcut debutul pe 5 septembrie 2019 împotriva Maltei.

## Statistici
La meciul jucat pe 17 mai 2025.
| Club              | Sezon        | Campionat           | Campionat | Campionat | Cupă    | Cupă   | Cupa Ligii | Cupa Ligii | Europa  | Europa | Altele  | Altele | Total   | Total  |
| Club              | Sezon        | Divizie             | Meciuri   | Goluri    | Meciuri | Goluri | Meciuri    | Goluri     | Meciuri | Goluri | Meciuri | Goluri | Meciuri | Goluri |
| ----------------- | ------------ | ------------------- | --------- | --------- | ------- | ------ | ---------- | ---------- | ------- | ------ | ------- | ------ | ------- | ------ |
| Bryne 2           | 2015         | 3. divisjon         | 3         | 2         | —       | —      | —          | —          | —       | —      | —       | —      | 3       | 2      |
| Bryne 2           | 2016         | 3. divisjon         | 11        | 16        | —       | —      | —          | —          | —       | —      | —       | —      | 11      | 16     |
| Bryne 2           | Total        | Total               | 14        | 18        | —       | —      | —          | —          | —       | —      | —       | —      | 14      | 18     |
| Bryne             | 2016         | 1. divisjon         | 16        | 0         | 0       | 0      | —          | —          | —       | —      | —       | —      | 16      | 0      |
| Molde 2           | 2017         | 3. divisjon         | 4         | 2         | —       | —      | —          | —          | —       | —      | —       | —      | 4       | 2      |
| Molde             | 2017         | Eliteserien         | 14        | 2         | 6       | 2      | —          | —          | —       | —      | —       | —      | 20      | 4      |
| Molde             | 2018         | Eliteserien         | 25        | 12        | 0       | 0      | —          | —          | 5       | 4      | —       | —      | 30      | 16     |
| Molde             | Total        | Total               | 39        | 14        | 6       | 2      | —          | —          | 5       | 4      | —       | —      | 50      | 20     |
| Red Bull Salzburg | 2018–19      | Austrian Bundesliga | 2         | 1         | 2       | 0      | —          | —          | 1       | 0      | —       | —      | 5       | 1      |
| Red Bull Salzburg | 2019–20      | Austrian Bundesliga | 14        | 16        | 2       | 4      | —          | —          | 6       | 8      | —       | —      | 22      | 28     |
| Red Bull Salzburg | Total        | Total               | 16        | 17        | 4       | 4      | —          | —          | 7       | 8      | —       | —      | 27      | 29     |
| Borussia Dortmund | 2019–20      | Bundesliga          | 15        | 13        | 1       | 1      | —          | —          | 2       | 2      | —       | —      | 18      | 16     |
| Borussia Dortmund | 2020–21      | Bundesliga          | 28        | 27        | 4       | 3      | —          | —          | 8       | 10     | 1       | 1      | 41      | 41     |
| Borussia Dortmund | 2021–22      | Bundesliga          | 24        | 22        | 2       | 4      | —          | —          | 3       | 3      | 1       | 0      | 30      | 29     |
| Borussia Dortmund | Total        | Total               | 67        | 62        | 7       | 8      | —          | —          | 13      | 15     | 2       | 1      | 89      | 86     |
| Manchester City   | 2022–23      | Premier League      | 35        | 36        | 4       | 3      | 2          | 1          | 11      | 12     | 1       | 0      | 53      | 52     |
| Manchester City   | 2023–24      | Premier League      | 31        | 27        | 3       | 5      | 0          | 0          | 9       | 6      | 2       | 0      | 45      | 38     |
| Manchester City   | 2024–25      | Premier League      | 29        | 21        | 3       | 1      | 0          | 0          | 9       | 8      | 1       | 0      | 42      | 30     |
| Manchester City   | Total        | Total               | 95        | 84        | 10      | 9      | 2          | 1          | 29      | 26     | 4       | 0      | 140     | 120    |
| Career total      | Career total | Career total        | 251       | 197       | 27      | 23     | 2          | 1          | 54      | 53     | 6       | 1      | 340     | 275    |

1. ↑  Include Norwegian Cup, Austrian Cup, DFB-Pokal, FA Cup
2. ↑  Include EFL Cup
3. 1 2  Apariții în UEFA Europa League
4. 1 2 3 4 5 6 7  Apariții în UEFA Champions League
5. 1 2  Apariție în DFL-Supercup
6. 1 2  Apariție în FA Community Shield
7. ↑  O apariție în FA Community Shield, o apariție în Supercupa Europei UEFA